# Ленинское (Акмолинская область)
Ленинское (каз. Ленинское) — село в Есильском районе Акмолинской области Казахстана. Входит в состав Красивинского сельского округа. Код КАТО — 114857400.

## География
Село расположено на левом берегу реки Кызылсу в 20 км на восток от районного центра города Есиль, в 10 км на северо-запад от центра сельского округа — села Красивое. 

## Население
В 1989 году население села составляло 356 человек (из них немцев 53%, украинцев 23%).
В 1999 году население села составляло 239 человек (120 мужчин и 119 женщин). По данным переписи 2009 года, в селе проживал 201 человек (104 мужчины и 97 женщин).
| Динамика численности населения | Динамика численности населения | Динамика численности населения |
| 1989                           | 1999                           | 2009                           |
| ------------------------------ | ------------------------------ | ------------------------------ |
| 356                            | ↘239                           | ↘201                           |